# Lijst van voetbalinterlands Verenigde Arabische Emiraten - Zwitserland
Deze lijst van voetbalinterlands is een overzicht van alle officiële voetbalwedstrijden tussen de nationale teams van de Verenigde Arabische Emiraten en Zwitserland. De landen speelden tot op heden vier keer tegen elkaar. De eerste ontmoeting, een vriendschappelijke wedstrijd, werd gespeeld in Dubai op 29 januari 1992. Het laatste duel, eveneens een vriendschappelijke wedstrijd, vond plaats op 9 februari 2005 in Dubai.

## Wedstrijden
| № | Plaats | Datum            | Competitie        | Wedstrijd                                  | Uitslag |
| - | ------ | ---------------- | ----------------- | ------------------------------------------ | ------- |
| 1 | Dubai  | 29 januari 1992  | Vriendschappelijk | Verenigde Arabische Emiraten – Zwitserland | 0 – 2   |
| 2 | Sion   | 6 september 1994 | Vriendschappelijk | Zwitserland – Verenigde Arabische Emiraten | 1 – 0   |
| 3 | Muscat | 23 februari 2000 | Vriendschappelijk | Verenigde Arabische Emiraten – Zwitserland | 1 – 0   |
| 4 | Dubai  | 9 februari 2005  | Vriendschappelijk | Verenigde Arabische Emiraten – Zwitserland | 1 – 2   |

## Samenvatting
| Competitie        | Totaal gespeeld | Winst V.A.E. | Gelijk | Winst Zwitserland | Doelsaldo V.A.E. – Zwitserland |
| ----------------- | --------------- | ------------ | ------ | ----------------- | ------------------------------ |
| Vriendschappelijk | 4               | 1            | 0      | 3                 | 2 – 5                          |
| Totaal            | 4               | 1            | 0      | 3                 | 2 – 5                          |

## Details

### Eerste ontmoeting
De eerste ontmoeting tussen de nationale voetbalploegen van Verenigde Arabische Emiraten en Zwitserland vond plaats op 29 januari 1992. Het vriendschappelijke duel, bijgewoond door 2.000 toeschouwers, werd gespeeld in het Maktoum bin Rashid Stadion in Dubai, en stond onder leiding van scheidsrechter Ibrahim Al-Amach uit de Verenigde Arabische Emiraten. Bij Zwitserland maakten drie spelers hun debuut voor de nationale ploeg: doelman Marco Pascolo (Servette), verdediger Michel Sauthier (FC Sion) en aanvaller Xavier Dietlin (Servette). De Engelsman Roy Hodgson zat voor de eerste keer op de bank bij de Zwitsers als bondscoach.
| Vriendschappelijk (Dubai, Verenigde Arabische Emiraten, 29 januari 1992): |              | |
| Verenigde Arabische Emiraten                                              | 0 – 2        | Zwitserland |
|                                                                           | goals        | 7' Beat Sutter 57' Christophe Bonvin |
| Antoni Piechniczek                                                        | bondscoach   | Roy Hodgson |
|                                                                           | opstellingen | Marco Pascolo Marc Hottiger Dominique Herr 78' André Egli 68' Michel Sauthier 68' Beat Sutter Alain Geiger 87' Ciriaco Sforza Alain Sutter 78' Christophe Bonvin Stéphane Chapuisat |
|                                                                           | wissels      | 68' Christophe Ohrel 68' Blaise Piffaretti 78' Peter Schepull 78' Xavier Dietlin 87' Thomas Bickel Philipp Walker Marcel Heldmann                                                   |

### Tweede ontmoeting
De tweede ontmoeting tussen de nationale voetbalploegen van Verenigde Arabische Emiraten en Zwitserland vond plaats op 6 september 1994. Het vriendschappelijke duel, bijgewoond door 3.500 toeschouwers, werd gespeeld in het Stade de Tourbillon in Sion, en stond onder leiding van scheidsrechter Georges Ramos uit Frankrijk. Bij Zwitserland maakten drie spelers hun debuut voor de nationale ploeg: doelman Pascal Zuberbühler (Grasshopper-Club), en verdedigers Giuseppe Mazzarelli (FC Zürich), Pascal Thüler (Grasshopper-Club) en Murat Yakin (Grasshopper-Club). De laatste kreeg een rode kaart tijdens zijn debuutwedstrijd. Middenvelder Patrick Sylvestre (Lausanne Sport) speelde zijn elfde en laatste interland voor Zwitserland.
| Vriendschappelijk (Sion, Zwitserland, 6 september 1994): |              |                              |
| Zwitserland | 1 – 0        | Verenigde Arabische Emiraten |
| Alain Sutter 20' | goals        |                              |
| Roy Hodgson | bondscoach   | Antoni Piechniczek           |
| Marco Pascolo 63' Marc Hottiger 79' Dominque Herr 46' Alain Geiger 46' Pascal Thüler Patrick Sylvestre Murat Yakin Marcel Koller 46' Alain Sutter 46' Adrian Knup 46' Stéphane Chapuisat | opstellingen |                              |
| Ramon Vega 46' Stéphane Henchoz 46' Thomas Bickel 46' Sébastien Fournier 46' Néstor Subiat 46' Pascal Zuberbühler 63' Giuseppe Mazzarelli 79'                                            | wissels      |                              |
| Murat Yakin 32', 72' | rode kaarten |                              |

### Derde ontmoeting
De derde ontmoeting tussen de nationale voetbalploegen van Verenigde Arabische Emiraten en Zwitserland vond plaats op 23 februari 2000. Het vriendschappelijke duel, bijgewoond door tweehonderd toeschouwers, werd gespeeld in het Sultan Qaboos Sports Complex in Muscat (Oman) en stond onder leiding van scheidsrechter Mohamed Muflah uit Oman. Bij Zwitserland zat Hans-Peter Zaugg als interim-bondscoach op de bank. Hij werd na twee minuten naar de tribune gestuurd door de scheidsrechter.
| Vriendschappelijk (Muscat, Oman, 23 februari 2000): |              | |
| Verenigde Arabische Emiraten                        | 1 – 0        | Zwitserland |
| Haider Ali 86'                                      | goals        | |
| Abdullah Masfar                                     | bondscoach   | Hans-Peter Zaugg (interim) |
|                                                     | opstellingen | Marco Pascolo Bernt Haas Stéphane Henchoz 88' Sébastien Fournier 46' Andres Gerber Ciriaco Sforza 78' Mario Cantaluppi Alexandre Comisetti 78' Alexandre Rey Léonard Thurre |
|                                                     | wissels      | 46' Marc Hodel 78' Sascha Müller 78' Hakan Yakin 88' Patrick Bühlmann |
| Salam Juma 58'                                      | gele kaarten | 26' Sébastien Fournier 75' Bernt Haas 80' Alexandre Comisetti 90' Mario Cantaluppi                                                                                          |
| Mohamed Ibrahim 68'                                 | rode kaarten | 2' Hans-Peter Zaugg 42' Stéphane Henchoz |

### Vierde ontmoeting
De vierde ontmoeting tussen de nationale voetbalploegen van Verenigde Arabische Emiraten en Zwitserland vond plaats op 9 februari 2005. Het vriendschappelijke duel, bijgewoond door 1.200 toeschouwers, werd gespeeld in het Maktoum bin Rashid Stadion in Dubai, en stond onder leiding van scheidsrechter Abdullah Al-Hilali uit Oman. Bij Zwitserland maakte één speler zijn debuut voor de nationale ploeg: Philipp Degen van FC Basel. Hij viel in de rust in voor Bernt Haas.
| Vriendschappelijk (Dubai, Verenigde Arabische Emiraten, 9 februari 2005): |              | |
| Verenigde Arabische Emiraten                                              | 1 – 2        | Zwitserland |
| Ismail Matar 20'                                                          | goals        | 9' Daniel Gygax 79' Patrick Müller |
| Aad de Mos                                                                | bondscoach   | Jakob "Köbi" Kuhn |
|                                                                           | opstellingen | Pascal Zuberbühler 46' Bernt Haas 46' Stéphane Henchoz Patrick Müller 46' Ludovic Magnin Daniel Gygax 78' Ricardo Cabanas 69' Johann Vogel Christoph Spycher Alexander Frei 62' Johan Vonlanthen |
|                                                                           | wissels      | 46' Philipp Degen 46' Stéphane Grichting 46' Johann Lonfat 62' Alexandre Rey 69' Benjamin Huggel 78' Hakan Yakin                                                                                 |
| Fahad Masoud 36' Salem Saad Al-Abadla 83'                                 | gele kaarten | 32' Stéphane Henchoz 75' Philipp Degen |

UAEFA · A-internationals · Bondscoaches · Statistieken · Olympisch elftal · Vrouwenelftal van de Verenigde Arabische Emiraten · VA Emiraten U21 · VA Emiraten U19 · VA Emiraten U17
1972 – 1979 ·
1980 – 1989 ·
1990 – 1999 ·
2000 – 2009 ·
2010 – 2019 ·
2020 − 2029
OS 2012
Algerije ·
Andorra ·
Angola ·
Argentinië ·
Armenië ·
Australië ·
Azerbeidzjan ·
Bahrein ·
Bangladesh ·
Benin ·
Bolivia ·
Brazilië ·
Brunei ·
Bulgarije ·
Chili ·
China ·
Colombia ·
Costa Rica ·
Denemarken ·
Dominicaanse Republiek ·
Duitsland ·
Egypte ·
Estland ·
Filipijnen ·
Finland ·
Gabon ·
Gambia ·
Georgië ·
Haïti ·
Honduras ·
Hongarije ·
Hongkong ·
IJsland ·
India ·
Indonesië ·
Irak ·
Iran ·
Japan ·
Jemen ·
Joegoslavië ·
Jordanië ·
Kazachstan ·
Kenia ·
Kirgizië ·
Koeweit ·
Laos ·
Libanon ·
Libië ·
Litouwen ·
Maleisië ·
Malta ·
Marokko ·
Mauritanië ·
Moldavië ·
Myanmar ·
Nepal ·
Nieuw-Zeeland ·
Noord-Korea ·
Noorwegen ·
Oekraïne ·
Oezbekistan ·
Oman ·
Oost-Timor ·
Pakistan ·
Palestina ·
Paraguay ·
Peru ·
Polen ·
Qatar ·
Roemenië ·
Rusland ·
Saoedi-Arabië ·
Senegal ·
Singapore ·
Slovenië ·
Slowakije ·
Soedan ·
Sri Lanka ·
Syrië ·
Tadzjikistan ·
Thailand ·
Togo ·
Trinidad en Tobago ·
Tsjechië ·
Tunesië ·
Turkmenistan ·
Uruguay ·
Venezuela ·
Vietnam ·
Wit-Rusland ·
Zuid-Afrika ·
Zuid-Korea ·
Zweden ·
Zwitserland
SFV · A-internationals · Selecties · Bondscoaches · Zwitsers vrouwenelftal · Olympisch elftal · Zwitserland U21 · Zwitserland U19 · Zwitserland U18 · Zwitserland U17 · Zwitserland U16 · Vrouwen U17
1905 – 1919 · 
1920 – 1929 · 
1930 – 1939 · 
1940 – 1949 · 
1950 – 1959 · 
1960 – 1969 · 
1970 – 1979 · 
1980 – 1989 · 
1990 – 1999 · 
2000 – 2009 · 
2010 – 2019 · 
2020 – 2029
EK's: 1996 · 
2004 · 
2008 · 
2016 · 
2020 · 
2024
WK's: 1934 · 
1938 · 
1950 · 
1954 · 
1962 · 
1966 · 
1994 · 
2006 · 
2010 · 
2014 · 
2018 · 
2022
OS: 1924 · 
1928 · 
2012
1905 · 
1906 · 1907 · 
1908 · 
1909 · 
1910 · 
1911 · 
1912 · 
1913 · 
1914 · 
1915 · 
1916 · 
1917 · 
1918 · 
1919 · 
1920 · 
1921 · 
1922 · 
1923 · 
1924 · 
1925 · 
1926 · 
1927 · 
1928 · 
1929 · 
1930 · 
1931 · 
1932 · 
1933 · 
1934 · 
1935 · 
1936 · 
1937 · 
1938 · 
1939 · 
1940 · 
1941 · 
1942 · 
1943 · 
1944 · 
1945 · 
1946 · 
1947 · 
1948 · 
1949 · 
1950 · 
1952 ·
1952 · 
1953 · 
1954 · 
1955 · 
1956 · 
1957 · 
1958 · 
1959 · 
1960 · 
1961 · 
1962 · 
1963 · 
1964 · 
1965 · 
1966 · 
1967 · 
1968 · 
1969 · 
1970 · 
1971 · 
1972 · 
1973 · 
1974 · 
1975 · 
1976 · 
1977 ·
1978 · 
1979 · 
1980 · 
1981 · 
1982 · 
1983 · 
1984 · 
1985 · 
1986 · 
1987 · 
1988 · 
1989 · 
1990 ·
1991 · 
1992 · 
1993 · 
1994 ·
1995 · 
1996 · 
1997 · 
1998 · 
1999 · 
2000 · 
2001 · 
2002 · 
2003 · 
2004 · 
2005 · 
2006 · 
2007 · 
2008 · 
2009 · 
2010 · 
2011 · 
2012 · 
2013 ·
2014 ·
2015 ·
2016 ·
2017 ·
2018 ·
2019 ·
2020 ·
2021 ·
2022
Albanië ·
Algerije · 
Andorra · 
Argentinië ·
Australië ·
Azerbeidzjan ·
België ·
Bolivia ·
Bosnië en Herzegovina ·
Brazilië ·
Bulgarije ·
Canada ·
Chili ·
China ·
Colombia ·
Costa Rica ·
Cyprus ·
Denemarken ·
DDR ·
Duitsland ·
Ecuador ·
Egypte ·
Engeland · 
Estland ·
Faeröer ·
Finland ·
Frankrijk ·
Georgië ·
Ghana ·
Gibraltar ·
Griekenland ·
Honduras ·
Hongarije ·
Hongkong ·
Ierland ·
IJsland ·
Israël ·
Italië ·
Ivoorkust ·
Jamaica ·
Japan ·
Joegoslavië ·
Kameroen ·
Kenia ·
Kosovo ·
Kroatië ·
Letland ·
Liechtenstein ·
Litouwen ·
Luxemburg ·
Malta ·
Marokko ·
Mexico ·
Moldavië ·
Montenegro ·
Nederland ·
Nigeria ·
Noord-Ierland ·
Noorwegen ·
Oekraïne ·
Oman ·
Oostenrijk ·
Panama ·
Peru ·
Polen ·
Portugal ·
Qatar ·
Roemenië ·
Rusland ·
Saarland ·
San Marino ·
Schotland ·
Servië ·
Slovenië ·
Slowakije ·
Sovjet-Unie · 
Spanje ·
Togo ·
Tsjechië ·
Tsjecho-Slowakije ·
Tunesië ·
Turkije ·
Uruguay ·
Venezuela ·
VA Emiraten ·
Verenigde Staten ·
Wales ·
Wit-Rusland ·
Zimbabwe ·
Zuid-Korea ·
Zweden
Albanië (2016) ·
Argentinië (2014) ·
Brazilië (2018) ·
Chili (2010) ·
Costa Rica (2018) ·
Ecuador (2014) ·
Frankrijk (2006) ·
Frankrijk (2014) ·
Frankrijk (2016) ·
Frankrijk (2021) ·
Honduras (2010) · 
Honduras (2014) · 
Italië (2021) · 
Oekraïne (2006) ·
Portugal (2008)  · 
Portugal (2022) · 
Roemenië (2016) · 
Servië (2018) ·
Spanje (2010) ·
Spanje (2021) ·
Togo (2006) ·
Tsjechië (2008) ·
Turkije (2008) ·
Turkije (2021) ·
Wales (2021) ·
Zuid-Korea (2006) ·
Zweden (2018)